# Pere Fouché
Pere Fouché (Illa, 8 de febrer del 1891-11 d'agost del 1967), més conegut a l'àmbit universitari com a Pierre Fouché, va ser un dels lingüistes més valuosos de la Catalunya del Nord.

## Biografia
Doctor en lletres, fou professor a les universitats de Grenoble (fonètica), Estrasburg (història del francès) i París. Dedicà una part dels seus treballs al català rossellonès amb la seva tesi doctoral Phonétique et morphologie historique du roussillonnais (publicada el 1924), dirigida pel lingüista occità i catedràtic de la Universitat de Tolosa Josèp Anglada.
L'any 1932 va esdevenir director de l'Institut de Phonétique i del Musée de la Parole i du Geste a la Universitat de París (actualment l'Institut de linguistique et phonétique générales et appliquées), com a successor d'Hubert Pernot.
Esdevingué membre corresponent de la Secció Filològica de l'Institut d'Estudis Catalans el 1946.
També se'l coneix pels seus estudis de fonètica general i francesa. Fou director de la Revue Internationale d'Onomastique i de la revista de lingüística Le français moderne.
Efectuà diverses missions a l'estranger: representant de la Universitat de París al Congrés internacional de fonètica de Gand el 1938, conferències a la Universitat de Londres, a Iugoslàvia, a la Universitat de Copenhague (1951) i Edimburg. El 1961 va organitzar els estudis de filologia romana i de lingüística a la Universitat de Costa Rica.
A partir de 1945 va ser director de l'Escola de preparació de professors francesos a l'estranger fins que es va jubilar l'any 1962, en qualitat de professor honorari.
L'escola d'educació secundària de la seva vila natal (Illa) porta el seu nom.

## Obres

### Sobre el català
- Phonétique historique du Roussillonnais (1924).
- Morphologie historique du Roussillonnais (1924).

### Fonètica general
- Etudes de phonétique générale: syllabe, diphtongaison, consonnes additionnelles (1927).

### Sobre el francès
- Le verbe français, étude morphologique (1931).
- Phonétique historique du français (3 volums, 1952-1961).
- Traité de prononciation française (1956).

### Altres
- Le Roussillon et la Cerdagne française (1936).
- A propos de l'origine du basque (1943).[5]